# La Petite Fille aux miracles
La Petite Fille aux miracles (Doorway to Heaven) est un téléfilm américain réalisé par Craig Clyde et diffusé le 12 avril 2013 sur M6.

## Synopsis
Julie Taylor a perdu la foi quand son troisième enfant est mort-né. Son mariage n'y a pas résisté et elle vit maintenant avec ses deux enfants dont Riley, 12 ans. Après la mort de son grand-père, la fillette découvre un passage vers le Paradis

## Fiche technique
- Titre original : Heaven's Door
- Titre français : La Petite Fille aux miracles
- Réalisation : Craig Clyde
- Scénario : Craig Clyde, d'après une histoire de Bryce W. Fillmore
- Photographie : Brandon Christensen
- Musique : Adam Ben Rossi, Tom Luce et Sean Genockey
- Pays d'origine :  États-Unis
- Durée : 115 minutes

## Distribution
- Kaden Billin : Morgan
- Dean Cain (VF : Emmanuel Curtil) : Leo
- Charisma Carpenter (VF : Malvina Germain) : Julie
- Joanna Cassidy (VF : Pauline Larrieu) : Ruth
- Kristin Dorn (VF : Léopoldine Serre) : Riley
- Frank Gerrish (VF : Patrice Melennec) : Wally
- Edward Herrmann (VF : Bernard Demory) : Nate
- Angella Joy (VF : Christine Bellier) : reporter
- Tommy "Tiny" Lister (VF : Jean-Paul Pitolin) : Ben
- Skyler James Sandak (VF : Magali Rosenzweig) : Darley Allen
- Jaci Twiss (VF : Barbara Beretta) : Melissa Sue Davis
- Michael Flynn : Dr. Everett Sloan
- Tom Markus (VF : Michel Prudhomme) : Bob Connely
- David Nibley (VF : Pierre Tessier) : Mitch Hillburn

Source et légende : Version française (VF) selon le carton du doublage français.